# 坎尾山古墓群
坎尾山古墓群，位于中国广东省惠州市博罗县横河镇横河刘学村，为博罗县的一个县级文物保护单位，类型为古墓葬，公布时间为1985年。
坎尾山古墓群的历史年代为东晋—隋。